# Fall Peggy Knobloch
Am 7. Mai 2001 verschwand die damals neunjährige Peggy Knobloch (* 6. April 1992 in Bayreuth; † vermutlich am 7. Mai 2001) aus dem oberfränkischen Lichtenberg. Ihre sterblichen Überreste fand man fünfzehn Jahre später, am 2. Juli 2016, in einem Waldstück in Thüringen, rund zwölf Kilometer Luftlinie von Lichtenberg entfernt.
Der geistig behinderte Ulvi Kulaç (* 13. Dezember 1977 in Naila) wurde nach Knoblochs Verschwinden verhaftet und wegen Mordes angeklagt. Das Aufsehen erregende und umstrittene Verfahren endete am 30. April 2004 am Landgericht Hof mit einem Schuldspruch und einer lebenslangen Haftstrafe. Außergewöhnlich daran war, dass die Verurteilung allein aufgrund eines – unter fragwürdigen Umständen zustande gekommenen und noch vor Prozessbeginn widerrufenen – Geständnisses von Kulaç erfolgte. Es gab weder eine Leiche noch forensische Beweise oder belastende Zeugenaussagen gegen den Angeklagten. Am 9. Dezember 2013 ordnete das Landgericht Bayreuth schließlich ein Wiederaufnahmeverfahren an, dieses endete am 14. Mai 2014 mit dem Freispruch von Ulvi Kulaç.
Im Oktober 2020 wurden die Ermittlungen eingestellt. Der Fall Peggy Knobloch gilt damit weiterhin als ungelöst.

## Verschwinden Peggy Knoblochs und Ermittlungen gegen Ulvi Kulaç
Am 7. Mai 2001 verschwand die neunjährige Peggy Knobloch aus Lichtenberg auf dem Heimweg von der Schule. Sie wurde zuletzt nach 13 Uhr gesehen, gerade einmal 50 m von ihrem Elternhaus entfernt. Die Mutter arbeitete im Schichtdienst in einem Altenheim und war häufig nicht zu Hause, wenn die Tochter von der Schule kam. Peggy Knobloch hatte aber einen Schlüssel und ging häufig in die Wohnung eines befreundeten Nachbar-Ehepaars, gelegentlich auch in ein Lokal zum Mittagessen. Das Wohnhaus der Familie (die Mutter, eine kleine Schwester, Peggy und der türkische Stiefvater) lag direkt am Marktplatz. Die Ermittlungen, die bis nach Tschechien und in die Türkei führten, brachten trotz einer Belohnung von 55.000 DM keine Erkenntnisse zu einer Tat. Bei der Suche nach der Drittklässlerin arbeitete die Sonderkommission Peggy 4800 Spuren ab. Trotz intensiver Suche blieb das Mädchen unauffindbar. Ulvi Kulaç, der nach Hinweisen von Peggys Mutter vernommen worden war, konnte zunächst ein Alibi vorweisen, das ihm seine Mutter verschafft hatte.
Im Februar 2002 wurde auf Anordnung des damaligen bayerischen Innenministers Günther Beckstein eine neue siebenköpfige Ermittlungsgruppe unter Leitung von Wolfgang Geier eingesetzt, die den Fall neu aufrollen sollte. Eine im März 2002 durchgeführte Untersuchung von Kulaçs Kleidung blieb ohne Befund. Im Oktober 2002 nahm die Polizei ihn fest und verhörte ihn erneut. Dabei gestand Kulaç, das Mädchen am 3. Mai 2001 in seiner Wohnung missbraucht zu haben. Am 7. Mai habe er es auf dem Heimweg abgepasst und sich entschuldigen wollen. Peggy sei jedoch weggelaufen und habe damit gedroht, ihn zu verraten. Auf dem Lichtenberger Schlossplatz habe er sie eingeholt. Nachdem er sie niedergestoßen habe, sei sie schreiend am Fuß einer Treppe liegen geblieben. Er habe ihr Mund und Nase zugehalten, bis sie erstickt sei.
In Telefonaten mit seinem Vater (die abgehört wurden) belastete Ulvi Kulaç diesen mit der Aussage, er habe ihm dabei geholfen, die Leiche zu beseitigen. Daher wurde der Vater vorübergehend festgenommen.
Später widerrief Kulaç das Mordgeständnis, die Geständnisse zu den Missbrauchsfällen erhielt er aufrecht. Anwalt und Eltern waren überzeugt, dass das Geständnis durch seine Erschöpfung nach stundenlangen Vernehmungen sowie durch Suggestivfragen (siehe Reid-Methode) und falsche Versprechungen der Polizei zu erklären sei. Kulaç hatte gestanden, ohne dass ein Verteidiger zugegen war. Vom Geständnis gibt es keine Tonaufzeichnung oder wenigstens eine Mitschrift, lediglich ein Gedächtnisprotokoll des einzigen Vernehmers. In der Begründung des Urteils heißt es, Kulaç wäre nicht in der Lage gewesen, eine solche Geschichte zu konstruieren, weshalb man annehmen durfte, dass er Erlebtes geschildert habe.

## Verfahren gegen Kulaç
Kulaç hatte durch eine Hirnhautentzündung schwere geistige Schäden erlitten. Sein Entwicklungsstand wird mit dem eines 8- bis 10-jährigen Jungen gleichgesetzt.
Im Sommer 2000 soll er einen sieben Jahre alten Jungen sexuell missbraucht haben. Kulaçs Mutter erfuhr davon und zeigte ihn an. Es stellte sich heraus, dass er auch andere Jungen mit Keksen zu Doktorspielen gelockt hatte. Im September 2001 wurde er in Bayreuth in eine psychiatrische Klinik eingewiesen.

### Prozess und Verurteilung
Der Prozess begann am 30. September 2003 vor dem Landgericht Hof unter Ausschluss der Öffentlichkeit. Wegen eines Fehlers in der Schöffenbesetzung wurde er abgebrochen und am 7. Oktober wieder aufgenommen. Am 30. April 2004 verurteilte das Gericht Kulaç zu lebenslanger Haft. Hauptindiz war das Geständnis des Angeklagten, welches das Gericht für rechtmäßig zustande gekommen und glaubwürdig hielt. Ein Gutachten des Psychiaters Hans-Ludwig Kröber war zu dem Ergebnis gekommen, dass Kulaçs Schilderungen mit hoher Wahrscheinlichkeit auf realen Erlebnissen beruhten. Gerade wegen seiner verminderten Intelligenz (bei Kulaç war ein IQ von 68 ermittelt worden) sei er außerstande, sich einen so schlüssigen und detailreichen Tathergang auszudenken und länger zu merken. Es sei auch kein Motiv für eine falsche Selbstbelastung erkennbar, außerdem gäbe es keine Hinweise darauf, dass Kulaç der Inhalt des Geständnisses suggeriert worden sei. Der Angeklagte wurde in Hinblick auf das Tötungsdelikt für schuldfähig erklärt. Straffrei blieb dagegen der sexuelle Missbrauch von Kindern, da Kulaç in diesem Zusammenhang Schuldunfähigkeit attestiert wurde.
Die Verteidigung ging in Revision mit der Begründung, ein so perfektes Verbrechen könne von ihrem Mandanten nicht begangen worden sein. Außerdem habe es Zeugen gegeben, die Peggy noch um 19:00 Uhr gesehen hätten, während laut Staatsanwaltschaft die Tat gegen 13:30 Uhr begangen worden sei. Am 25. Januar 2005 verwarf der Bundesgerichtshof die Revision, womit das Urteil rechtskräftig war. Kulaç blieb weiterhin im Bezirkskrankenhaus Bayreuth in einer geschlossenen Abteilung untergebracht.
Kulaçs Eltern, Peggy Knoblochs leiblicher Vater sowie Großeltern und Teile der Bevölkerung von Lichtenberg glaubten an seine Unschuld und gründeten eine Bürgerinitiative.

### Wiederaufnahme des Verfahrens und Freispruch
Da dem als geistig behindert geltenden Kulaç zur Zeit des Prozesses kein Betreuer gewährt worden war, wurde eine Verfassungsbeschwerde eingereicht. Als Betreuerin Kulaçs wurde Gudrun Rödel  gerichtlich berufen. Laut den Nachforschungen seiner Betreuerin blieb Kulaç ein Zeitfenster von nur 20 Minuten – zu wenig, um die Tat begehen und die Wegstrecke zurücklegen zu können. Entscheidend ist die Dauer der Busfahrt einer Zeugin, die Peggy vom Bus aus gesehen hatte.
Im Juli 2012 widerrief der Hauptbelastungszeuge, ein Mitinsasse im Bezirkskrankenhaus, der mit der Polizei zusammengearbeitet hatte, seine Aussage gegen Kulaç eidesstattlich. Er begründete seine Zusammenarbeit mit der Ermittlungsbehörde mit versprochenen Hafterleichterungen. Die Staatsanwaltschaft kündigte daraufhin an, den Fall zu überprüfen.
Kulaçs Anwalt stellte im April 2013 einen Antrag auf die Wiederaufnahme des Verfahrens. Der zum Zeitpunkt der ursprüngleichen Ermittlungen Leitende Oberstaatsanwalt der Staatsanwaltschaft Hof, Heinz-Bernd Wabnitz, erklärte dazu, die Wiederaufnahme eines abgeschlossenen Strafverfahrens sei „schon vom Grundsatz her so gut wie unmöglich“. Angesprochen auf die Widersprüche im damaligen Verfahren meinte er, dies sei „aus juristischer Sicht wenig relevant“.
Am 20. November 2013 empfahl die Staatsanwaltschaft Bayreuth die Wiederaufnahme des Verfahrens und bezog sich auf einen Punkt im Wiederaufnahmeantrag. Am 9. Dezember 2013 ordnete das Landgericht Bayreuth die Wiederaufnahme des Verfahrens an. Das Gericht begründete seine Entscheidung unter anderem damit, dass ein mittlerweile verstorbener Zeuge nachweislich falsch ausgesagt hatte. Auch habe – entgegen den Angaben der Polizei – schon vor der entscheidenden Vernehmung Kulaçs sehr wohl eine sogenannte Tathergangshypothese vorgelegen, was Auswirkungen auf die Bewertung der Glaubwürdigkeit des Geständnisses gehabt haben könnte, wenn das damals urteilende Landgericht Hof von der Existenz dieser Tathergangshypothese gewusst hätte.
Das Wiederaufnahmeverfahren begann am 10. April 2014. Am 14. Mai 2014 hob das Landgericht Bayreuth die frühere Verurteilung Kulaçs auf. Zudem sollte ein neues Gutachten klären, ob er aus der psychiatrischen Klinik zu entlassen war. Am 9. Januar 2015 ordnete das Landgericht die Fortdauer der Unterbringung an. Im März 2015 revidierte das Oberlandesgericht Bamberg diese Entscheidung u. a. aufgrund von fehlender Verhältnismäßigkeit der mehrjährigen Freiheitsentziehung und ordnete seine Freilassung zum Ende Juli 2015 an. Er wurde in einer betreuten Wohneinrichtung untergebracht.

## Weitere Ermittlungen

### Ermittlungen von 2007 bis 2015
2007 untersuchten Ermittler erstmals das Haus des in der Nähe wohnenden vorbestraften Sexualstraftäters Robert E. Sie fanden dabei ein Kinder-Unterhemd, auf dem sich aber keine DNA-Spuren von Peggy nachweisen ließen. Auch konnte E. für die Tatzeit ein Alibi vorweisen. Neue Ermittlungen der Staatsanwaltschaft führten dazu, dass man ab 22. April 2013 das Haus nochmals durchsuchte und auf dem Gelände nach Überresten grub. E. wurde erneut befragt. Bei den Grabungen wurden – wie bei früheren Straßenbauarbeiten in diesem Areal – Knochenteile gefunden, die jedoch nicht von Peggy stammten.
Ab September 2013 wurde gegen einen Mann aus Halle ermittelt, der wegen sexuellen Missbrauchs zu sechs Jahren Haft verurteilt worden war. Der Mann war öfter zu Besuch im Haus der Familie des Mordopfers und im Umgang mit Peggy unangenehm aufgefallen. Durch Recherchen der Journalisten Ina Jung und Christoph Lemmer waren die Ermittler wieder auf den Mann gestoßen, der anfangs vernommen, gegen den aber nicht weiter ermittelt worden war.
Im Dezember 2013 wurde bekannt, dass die Staatsanwaltschaft gegen den Adoptivbruder des Tatverdächtigen aus Halle ermittelt. Die Ermittler prüften, ob er bei der Beseitigung der Leiche geholfen haben könnte. Sein Alibi stellte sich als falsch heraus.
Am 8. Januar 2014 wurde auf dem Friedhof in Lichtenberg ein Grab geöffnet. Polizei und Staatsanwaltschaft Bayreuth hatten erwogen, dass Peggys Leiche im Grab einer 81-jährig Verstorbenen versteckt worden sein könnte, die zwei Tage nach Peggys Verschwinden beerdigt wurde und deren Grube zu diesem Zeitpunkt bereits ausgehoben war. Das Grab enthielt jedoch keine Kinderknochen.
Im April 2015 suchten Taucher im Stausee der Talsperre Pirk nach Peggys Schulranzen, der kurz nach ihrem Verschwinden dort gesehen worden sein soll. Die Suche ergab keine neuen Anhaltspunkte.
In der ZDF-Sendung Aktenzeichen XY … ungelöst wurde der Fall am 3. Juni 2015 thematisiert.

### Fund von Skelettteilen Peggys im Juli 2016
Am 2. Juli 2016 entdeckte ein Pilzsammler in einem Waldstück bei Rodacherbrunn in Thüringen, etwa zwölf Kilometer Luftlinie oder etwa 18 bis 21 Kilometer Fahrtstrecke (je nach Route) von ihrer Wohnung in ihrer Heimatstadt Lichtenberg entfernt, Skelettteile (Ungefährer Fundort), die mittels DNA-Analyse als die sterblichen Überreste Peggy Knoblochs identifiziert wurden. Das gefundene Skelett war nicht vollständig, es fehlten zudem Kleidungsstücke sowie jede Spur vom Schulranzen. Deshalb untersuchten Kriminalbeamte Ende September 2016 das Gelände um den Fundplatz genauer. Es ist ungeklärt, wie lange die Leiche am Fundort lag und wie lange Peggy Knobloch lebte; die gefundenen Knochen sind die einer Neunjährigen.
Im Oktober 2016 wurde bekannt, dass DNA-Spuren des Rechtsterroristen Uwe Böhnhardt am Skelettfundort gefunden worden waren, was sich laut Staatsanwaltschaft Bayreuth im März 2017 als Trugspur herausstellte. Sie sei während der Spurensicherung der Polizei an den Leichenfundort Peggys gelangt. Der genaue Übertragungsweg ist unklar. Im Juli 2018 war eine Kontamination durch die Spurensicherungsgeräte ausgeschlossen worden.

### Ermittlungen gegen einen Tatverdächtigen Ende 2018
Am 12. September 2018 wurden zwei Anwesen eines Mannes namens Manuel S. durchsucht, der mit Ulvi Kulaç befreundet gewesen und von diesem mehrmals bei der Polizei erwähnt worden sein soll. Die Polizei war dem Verdächtigen über die Analyse von Mikropartikeln auf die Spur gekommen, die sich auf den sterblichen Überresten fanden und sich mit von ihm angegebenen Tätigkeiten zum Zeitpunkt der Tat deckten, wobei sein bisheriges Alibi in Zweifel gezogen worden war. In einer Vernehmung gab er an, an jenem 7. Mai 2001 von einem ihm namentlich bekannten Mann die leblose Peggy übergeben bekommen zu haben. Der Verdächtige hat nach eigenen Angaben noch versucht, das Kind wiederzubeleben, ehe er die Leiche zu ihrem späteren Fundort brachte. Jacke und Schulranzen des Mädchens will er einige Tage später vernichtet haben.
Am 11. Dezember 2018 wurde Manuel S. schließlich von der Polizei verhaftet und in Untersuchungshaft genommen. Er soll bereits 2001 in betrunkenem Zustand von der Beseitigung der Leiche gesprochen haben und zählte für die Polizei ebenfalls zum sogenannten „relevanten Personenkreis“. Über die von ihm beschuldigte Person machte die Polizei keine Angaben. Knapp zwei Wochen später hob das Amtsgericht Bayreuth den Haftbefehl wieder auf.

### Einstellung der Ermittlungen 2020
Am 22. Oktober 2020 teilte die zuständige Staatsanwaltschaft mit, dass die Ermittlungen eingestellt wurden und der Fall mit seinen rund 6400 Spuren, 250 Gutachten und 3600 Vernehmungen geschlossen ist.
Peggy Knoblochs sterbliche Überreste wurden am 6. April 2022 an einem unbekannten Ort im Beisein ihrer Mutter und geladener Polizeibeamter der Kripo Bayreuth beigesetzt. Sie wäre an diesem Tag 30 Jahre alt geworden.

### Zivilverfahren 2024
Am 18. April 2024 begann ein Zivilverfahren gegen Manuel S., in dem Peggy Knoblochs Mutter ihn auf Zahlung von 75.000 Euro Schmerzensgeld verklagte. Sie begründete die Forderung mit psychischen Beeinträchtigungen aufgrund des jahrelang ungeklärten Schicksals ihrer Tochter. Am 22. Mai 2024 wurde die Klage abgewiesen. Die Klägerin habe nicht beweisen können, dass der Beklagte Manuel S. die Leiche von Peggy Knobloch 2001 in ein Waldstück gebracht hatte. Wie auch schon im Strafverfahren hatte dieser auch im Zivilverfahren angegeben, dass seine früheren Aussagen dazu in einer polizeilichen Vernehmung falsch gewesen seien. Er sei von der Polizei unter Druck gesetzt worden und habe daher eine Falschaussage gemacht.

## Rezeption
An den Fall angelehnt sind der Roman Totsein verjährt nicht von Friedrich Ani und der Fernsehkrimi Das unsichtbare Mädchen von Dominik Graf, der im März 2012 erstmals auf Arte gezeigt wurde. Das ZDF drehte ab 2018 für eine mehrteilige Dokumentation zu dem ungeklärten Mordfall. Im Januar 2021 wurde schließlich die sechsteilige True-Crime-Serie Höllental ausgestrahlt (siehe Filme).
Christoph Lemmer und Ralf Zinnow produzierten für den Radiosender Antenne Bayern einen Podcast mit dem Titel Geheimakte Peggy, der sich von 2019 bis 2020 in 16 Episoden mit dem Fall intensiv auseinandersetzte. Er wurde beim Deutschen Radiopreis 2019 in der Kategorie Bester Podcast mit der Begründung „souverän recherchiert, gut erzählt, dialogisch und seriell aufgebaut“ mit einem Preis ausgezeichnet.

## Filme
- Höllental – Der Fall Peggy. Sechsteilige True-Crime-Doku-Serie des ZDF, Deutschland 2021. Regie und Drehbuch: Marie Wilke, sechs Teile à ca. 45 Minuten. Mehrteilige Dokumentation und detaillierte Rekonstruktion der Ereignisse im Fall Peggy sowie über die jahrelangen Ermittlungs- und Gerichtsverfahren. Benannt nach dem gleichnamigen Höllental im Frankenwald um Lichtenberg.[54]
- Missing Peggy. Dreiteilige True-Crime-Doku-Serie von RTL+, Deutschland 2022.[55]